# Chyňava
Chyňava – wieś i gmina w Czechach, w powiecie Beroun, w kraju środkowoczeskim. Według danych z dnia 1 stycznia 2023 liczyła 1 871 mieszkańców.